# Constantí I de Bartzrberd
Constantí I de Bartzrberd fou patriarca e l'església armènia del 1221 al 1267. Diverses vegades durant el seu govern es va reconèixer la supremacia de l'església romana, tot i l'oposició del clergat, ja que era necessària per raons polítiques; l'església armènia de la Gran Armènia, que escapava al control del rei d'Armènia Menor es mostrava obertament oposada. Finalment a partir del 1262 Constantí es va començar a separar dels partidaris de la unió amb Roma, si bé no obertament sinó de mica en mica. Va morir el 1267.